# Verin Artashat
Verin Artashat (en armenio: Վերին Արտաշատ) es una comunidad rural de Armenia ubicada en la provincia de Ararat.
En 2008 tenía 4462 habitantes. El pueblo alberga la comunidad yazidí más importante de la Armenia rural.
Se ubica junto a las ruinas de la antigua ciudad de Dvin, la más reciente de las capitales históricas de Armenia que sigue estando actualmente en territorio armenio. El actual Verin Artashat fue fundado en 1828 por inmigrantes procedentes de Persia; originalmente llamaron a la localidad "Artashat" durante algo más de un siglo, pero después se le añadió la palabra "Verin" para distinguirlo de la capital provincial homónima.
Se ubica unos 5 km al noreste de la capital provincial Artashat.

## Demografía
Evolución demográfica:
| Año        | 1831 | 1897 | 1926 | 1939 | 1959 | 1970 | 1979 | 2001 | 2004 |
| Habitantes | 370  | 1299 | 1639 | 1999 | 2974 | 3319 | 3525 | 4193 | 4491 |